# 玉山箭竹
玉山箭竹（学名：Yushania niitakayamensis），又名玉山竹、玉山矢竹、玉山雲竹，為禾本科玉山箭竹屬的模式種，原生於臺灣、菲律賓呂宋島與民都洛島，可能也見於中國大陸的雲南、四川一帶，分布於1000到3800公尺的中高海拔山區。臺灣的奇萊山、合歡山、中央尖山、玉山等山區都有大面積的玉山箭竹草原分布，其中又以玉山為本種的模式產地，種小名即得名自玉山在臺灣日治時期的名稱「新高山」（ Niitakayama）。

## 形態描述
在開闊無遮蔽的環境下，玉山箭竹多以低矮的灌木狀竹原生長，在林下則可形成高過人的竹林:56，最高可長至離地5公尺:263。莖脛長30至50公分:113，直徑約0.4公分，節間可長達1公分:553。稈直徑0.5至2公分，節間長10至30公分，呈圓筒狀，生有芽的一側有時具有縱溝；節間幼時生有短而粗糙的毛，長大後逐漸轉為光滑無毛。稈環平坦或略微隆起；下部的節分1枝，上部的節分3至4枝:553。
稈籜為遲落性或宿存，呈淺棕色，表面粗糙革質，帶有明顯的縱肋紋:553，且密布黃色細剛毛，邊緣密生軟毛；稈籜脫落後，基部仍會殘留在籜環上。籜耳微小，鞘口生有長約2毫米的棕色剛毛（oral setae）。籜舌圓頭或平截狀，高約0.5毫米，邊緣略呈撕裂狀。籜片為脫落性，呈線形、闊線形或鑿形，長5至10毫米，無毛且末端尖銳:553。
每小枝生有3至10片葉。葉鞘通常長1.5至5公分（最短僅1公分），具有縱肋紋，末端和邊緣生有稀疏的毛。葉耳小而不明顯，鞘口兩側生有數根2至3毫米長的剛毛。葉舌高0.5至1毫米，圓頭或接近截形，邊緣有毛且略呈撕裂狀。葉片呈狹披針形，末端尖銳而基部較圓，長2至18公分，寬0.3至1.3公分，兩面皆無毛，具有2至4對二級脈（次生脈），顯微鏡下可見7至9條三級脈（再次生脈），以及明顯的橫脈；兩側葉緣皆有小鋸齒，或是一側的葉緣有小鋸齒，而另一側沒有或不明顯:553。
圓錐狀花序頂生，小穗長2至4公分，初生時呈鮮綠色，成熟時則轉為紫紅色:56，每個小穗含有2至7朵小花。小穗軸（rachilla）節間長約5毫米，上部生有短粗毛，頂部呈杯狀，周圍密生纖毛。護穎2枚，外穎呈錐形，具5脈，內穎較外穎大，呈卵狀長橢圓形，具7脈；外稃披針形，尖端邊緣有纖毛；內稃與外稃等長，或略長於外稃，尖端分為2個尖頭，背部有2道脊，脊上有細毛。花葯黃綠色，長4至8毫米。子房紡錘形而無毛，長2至4.5毫米；花柱頂端分為2枝或3枝羽狀柱頭。穎果橄欖形:553。

## 命名與分類史

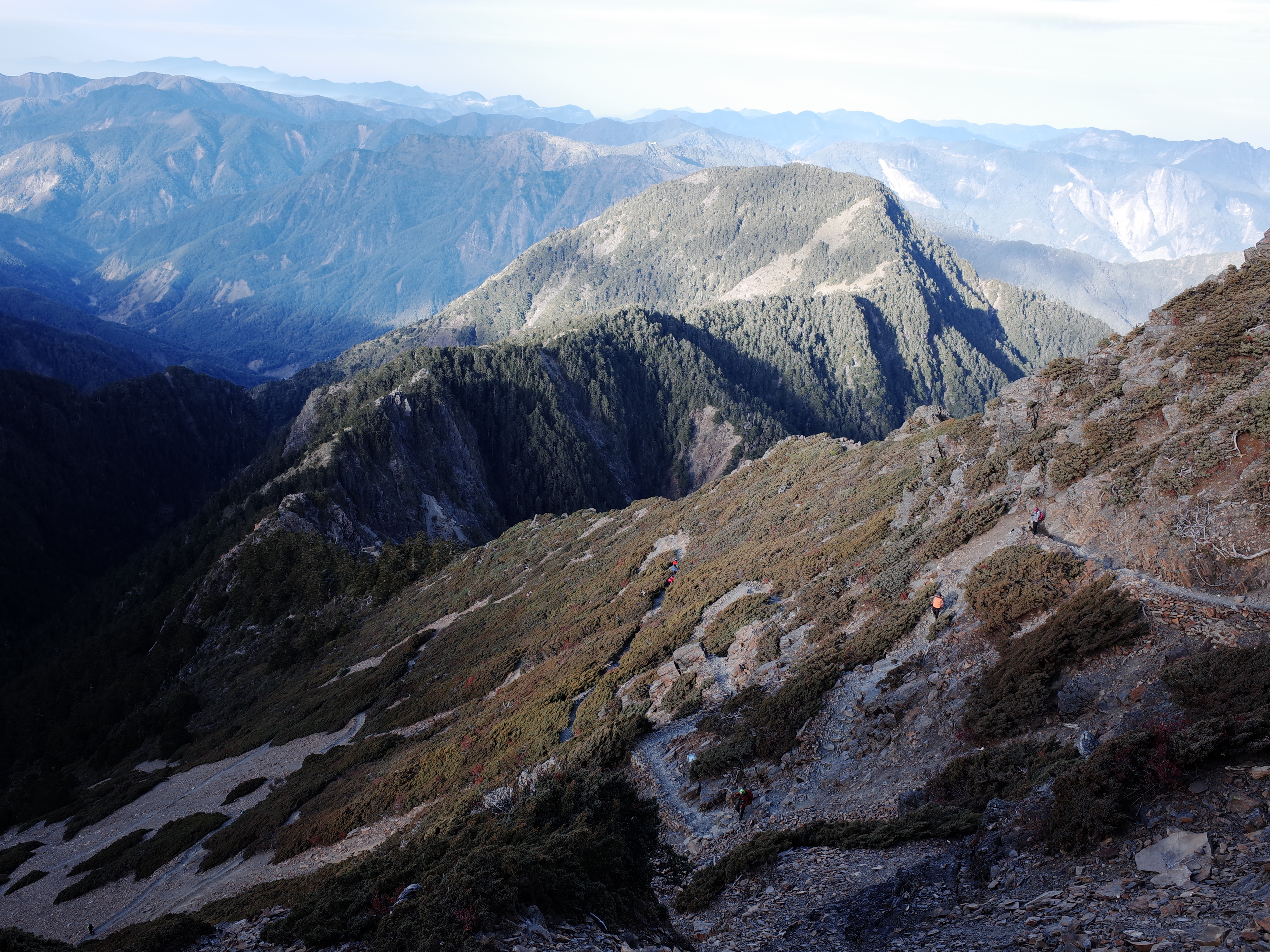
由玉山主峰遙望玉山西峰。圖中玉山西峰左側的山壁即為玉山箭竹的模式產地。

1905年11月，生物學家永澤定一隨同川上瀧彌一行人於阿里山、新高山（今名玉山）一帶調查時，在新高山西方、海拔9141日尺（2770公尺）的「岩山」（今玉山西峰南側山坡:22）首次採集玉山箭竹的標本。這批標本經植物學家早田文藏鑑定為青籬竹屬的新物種，於1907年3月以新高山之名發表:49-50。其和名「 Niitaka-yadake」或「 Niitaka-medake」，訓讀對應的漢字為或，是以當時日本內地的矢竹:137或川竹描述玉山箭竹，兩者皆與玉山箭竹同為青籬竹族的物種。早田後來又在海拔7000日尺（2121公尺）的霧社追分（今合歡山翠峰）發現與玉山箭竹非常相似，僅在形態上有些微差異的竹類，視其為有別於玉山箭竹的新種，並以發現地命名為「追分箭竹」。雖然早田將追分箭竹視為獨立的物種，但他不排除追分箭竹可能只是玉山箭竹的一個變型:137-138，後來的研究也確實顯示追分箭竹是玉山箭竹的異名。
玉山箭竹曾先後被移至赤竹屬:24、箬竹屬:148、大明竹屬:202、華西箭竹屬:14等屬。1957年，植物學家耿伯介指出，玉山箭竹的雄蕊與稈每節的分枝數目與赤竹屬不同，地下莖、赤竹屬每節的分枝數目、葉片大小與分布地點與箬竹屬差異過大，花序類型、柱頭數目和生長海拔與大明竹屬不同，地下莖又與華西箭竹屬相異，因此基於形態學與生態學特性，以玉山的漢語拼音「Yushan」為玉山箭竹另立新屬，即玉山箭竹屬:356。植物學家趙奇僧等人則與耿伯介持相反意見，指出玉山箭竹的地下莖形態與華西箭竹屬模式種華西箭竹並無二致，並將玉山箭竹屬連同玉山箭竹併入華西箭竹屬。但隨著1980年代後期至1990年代的分類學進展，玉山箭竹屬再度被視為獨立的屬，華西箭竹屬反而成為箭竹属的同物異名:387,480。